# Jort van der Sande
Jort van der Sande ('s-Hertogenbosch, 25 gennaio 1996) è un calciatore olandese, attaccante del Dundee Utd e della Nazionale di Bonaire.

## Biografia
Quando van der Sande aveva tre anni, la sua famiglia si trasferì sull'isola di Bonaire, nei Paesi Bassi caraibici, per poi fare ritorno a 's-Hertogenbosch alcuni anni dopo.

## Carriera

### Club
Debutta tra i professionisti nel 2014 con il Football Club Den Bosch, squadra della sua città natale, militante nella Eerste Divisie.
Nel 2024 lascia i Paesi Bassi per giocare per la prima volta in un campionato estero, più precisamente in Scozia, con il Dundee Utd. Esordisce nella Scottish Premiership il 4 agosto 2024, in occasione del derby cittadino contro il Dundee. Termina il campionato al quarto posto in classifica, qualificandosi per i preliminari di Conference League, anche in virtù della vittoria dell'Aberdeen nella Scottish Cup 2024-2025. A livello individuale, tuttavia, l'attaccante termina la stagione senza segnare alcun gol.

### Nazionale
Nel mese di ottobre del 2023 viene convocato per la prima volta con la Nazionale maschile di calcio di Bonaire. Van der Sande può essere selezionato avendo vissuto per cinque anni sull'isola, durante la sua infanzia.
Debutta il 12 ottobre 2025 contro la nazionale di Anguilla, diventando il primo calciatore professionista della nazionale di Bonaire.

## Statistiche

### Presenze e reti nei club
Statistiche aggiornate al 17 maggio 2025.
| Stagione         | Squadra          | Campionato       | Campionato | Campionato | Coppe nazionali | Coppe nazionali | Coppe nazionali | Coppe continentali | Coppe continentali | Coppe continentali | Altre coppe | Altre coppe | Altre coppe | Totale | Totale |
| Stagione         | Squadra          | Comp             | Pres       | Reti       | Comp            | Pres            | Reti            | Comp               | Pres               | Reti               | Comp        | Pres        | Reti        | Pres   | Reti   |
| ---------------- | ---------------- | ---------------- | ---------- | ---------- | --------------- | --------------- | --------------- | ------------------ | ------------------ | ------------------ | ----------- | ----------- | ----------- | ------ | ------ |
| 2014-2015        | Den Bosch        | EE               | 20         | 4          | CO              | 0               | 0               |                    | -                  | -                  |             | -           | -           | 20     | 4      |
| 2015-2016        | Den Bosch        | EE               | 5          | 1          | CO              | 0               | 0               |                    | -                  | -                  |             | -           | -           | 5      | 1      |
| 2016-2017        | Den Bosch        | EE               | 22         | 4          | CO              | 0               | 0               |                    | -                  | -                  |             | -           | -           | 22     | 4      |
| 2017-2018        | Den Bosch        | EE               | 35         | 8          | CO              | 2               | 0               |                    | -                  | -                  |             | -           | -           | 37     | 8      |
| 2018-2019        | Den Bosch        | EE               | 21+2       | 3+1        | CO              | 0               | 0               |                    | -                  | -                  |             | -           | -           | 23     | 4      |
| Totale Den Bosch | Totale Den Bosch | Totale Den Bosch | 103+2      | 20+1       |                 | 2               | 0               |                    | -                  | -                  |             | -           | -           | 107    | 21     |
| 2019-2020        | Eindhoven        | EE               | 10         | 0          | CO              | 2               | 1               |                    | -                  | -                  |             | -           | -           | 12     | 1      |
| 2020-2021        | Eindhoven        | EE               | 37         | 8          | CO              | 1               | 0               |                    | -                  | -                  |             | -           | -           | 38     | 8      |
| 2021-2022        | Eindhoven        | EE               | 34+4       | 13+0       | CO              | 1               | 0               |                    | -                  | -                  |             | -           | -           | 39     | 13     |
| Totale Eindhoven | Totale Eindhoven | Totale Eindhoven | 81+4       | 21+0       |                 | 4               | 1               |                    | -                  | -                  |             | -           | -           | 89     | 22     |
| 2022-2023        | NAC Breda        | EE               | 33+4       | 13+0       | CO              | 2               | 0               |                    | -                  | -                  |             | -           | -           | 39     | 13     |
| ago. 2023        | NAC Breda        | EE               | 3          | 0          | CO              | 0               | 0               |                    | -                  | -                  |             | -           | -           | 3      | 0      |
| Totale NAC Breda | Totale NAC Breda | Totale NAC Breda | 36+4       | 13+0       |                 | 2               | 0               |                    | -                  | -                  |             | -           | -           | 42     | 13     |
| 2023-2024        | ADO Den Haag     | EE               | 31+4       | 11+0       | CO              | 4               | 2               |                    | -                  | -                  |             | -           | -           | 39     | 13     |
| 2024-2025        | Dundee Utd       | SP               | 32         | 0          | CS+CdL          | 1+2             | 0               |                    | -                  | -                  |             | -           | -           | 35     | 0      |
| Totale carriera  | Totale carriera  | Totale carriera  | 294        | 66         |                 | 15              | 3               |                    | -                  | -                  |             | -           | -           | 309    | 69     |

### Cronologia presenze e reti in nazionale
| Cronologia completa delle presenze e delle reti in nazionale ― Bonaire | Cronologia completa delle presenze e delle reti in nazionale ― Bonaire | Cronologia completa delle presenze e delle reti in nazionale ― Bonaire | Cronologia completa delle presenze e delle reti in nazionale ― Bonaire | Cronologia completa delle presenze e delle reti in nazionale ― Bonaire | Cronologia completa delle presenze e delle reti in nazionale ― Bonaire | Cronologia completa delle presenze e delle reti in nazionale ― Bonaire | Cronologia completa delle presenze e delle reti in nazionale ― Bonaire |
| Data                                                                   | Città                                                                  | In casa                                                                | Risultato                                                              | Ospiti                                                                 | Competizione                                                           | Reti                                                                   | Note                                                                   |
| ---------------------------------------------------------------------- | ---------------------------------------------------------------------- | ---------------------------------------------------------------------- | ---------------------------------------------------------------------- | ---------------------------------------------------------------------- | ---------------------------------------------------------------------- | ---------------------------------------------------------------------- | ---------------------------------------------------------------------- |
| 12-10-2023                                                             | Rincon                                                                 | Bonaire                                                                | 2 – 0                                                                  | Anguilla                                                               | CONCACAF Nations League 2023-2024                                      | -                                                                      |                                                                        |
| 18-11-2023                                                             | The Valley                                                             | Anguilla                                                               | 0 – 3                                                                  | Bonaire                                                                | CONCACAF Nations League 2023-2024                                      | -                                                                      |                                                                        |
| 21-11-2023                                                             | Rincon                                                                 | Bonaire                                                                | 0 – 4                                                                  | Saint-Martin                                                           | CONCACAF Nations League 2023-2024                                      | -                                                                      | 59’                                                                    |
| 5-9-2024                                                               | Rincon                                                                 | Bonaire                                                                | 1 – 1                                                                  | Saint Vincent e Grenadine                                              | CONCACAF Nations League 2024-2025                                      | -                                                                      |                                                                        |
| 8-9-2024                                                               | Rincon                                                                 | El Salvador                                                            | 2 – 1                                                                  | Bonaire                                                                | CONCACAF Nations League 2024-2025                                      | 1                                                                      |                                                                        |
| 10-10-2024                                                             | Kingstown                                                              | Bonaire                                                                | 0 – 1                                                                  | Montserrat                                                             | CONCACAF Nations League 2024-2025                                      | -                                                                      |                                                                        |
| 13-10-2024                                                             | Kingstown                                                              | Montserrat                                                             | 0 – 1                                                                  | Bonaire                                                                | CONCACAF Nations League 2024-2025                                      | -                                                                      |                                                                        |
| 14-11-2024                                                             | San Salvador                                                           | Bonaire                                                                | 0 – 1                                                                  | El Salvador                                                            | CONCACAF Nations League 2024-2025                                      | -                                                                      |                                                                        |
| 17-11-2024                                                             | San Salvador                                                           | Saint Vincent e Grenadine                                              | 3 – 1                                                                  | Bonaire                                                                | CONCACAF Nations League 2024-2025                                      | -                                                                      |                                                                        |
| Totale                                                                 |                                                                        | Presenze                                                               | 9                                                                      |                                                                        | Reti                                                                   | 1                                                                      |                                                                        |